# Sandil
Sandil (grško starogrško Σάνδιλ, Sándil, starogrško Σάνδιλχος, Sándilhos) je bil v 6. stoletju poglavar Utigurskih Bolgarov. Izvor imena je verjetno turški. Sandil  je sprva nasprotoval vojni Utigurov proti sorodnim Kutrigurom, vendar ga je bizantinski cesar Justinijan I. (vladal 527–565) z diplomatskim prepričevanjem in podkupovanjem prepričal, da je začel vojno. Utiguri pod njegovim vodstvom so napadli Kutrigure, ki so utrpeli velike izgube.
Sandil je pred vojno izjavil:
"Ni niti pošteno niti spodobno iztrebljati naše sonarodnjake (Kutrigure), ki ne le da govorijo jezik, enak našemu, ki so naši sosedje, se enako oblačijo kot mi in imajo  enak način življenja, ampak so tudi naši sorodniki, čeprav podrejeni drugim gospodom."
Po medsebojnem zdesetkanju je ostanek Zaberganovih in Sandilovih Bolgarov dobil med vladavino cesarja Mavricija dovoljenje sa naselitev v Dakiji.
Po Sandilu je imenovan Sandilh Point na Antarktiki.

## Opomba
1. ↑  V primarnih  virih so imena Kutrigur, Bolgar in Hun  medsebojno zamenljiva in se po vsej verjetnosti ne nanašajo na ločene skupine, ampak na eno skupino. Dokazano je, da so Utiguri in Kutriguri sestavljali dve glavni krili iste stepske konfederacije. Temeljna je legenda, ki jo je pripovedoval Prokopij o etnogenezi obeh plemenskih skupin. Prokopij navaja, da je bila pred nastankom obeh entitet oblast v stepi skoncentrirana v rokah enega samega vladarja, verjetno Atilovega sina Ernaka,  ki je nato oblast/cesarstvo razdelil med svoja sinova, imenovana Utigur in Kutrigur. Utiguri, Kutriguri in Onoguri so bili po vsej verjetnosti istovetni z Bolgari.[1]

## Vira
- Golden, Peter Benjamin (1992). An introduction to the History of the Turkic peoples: ethnogenesis and state formation in medieval and early modern Eurasia and the Middle East. Wiesbaden: Harrassowitz Verlag. ISBN 9783447032742.
- Golden, Peter B. (2011). Studies on the Peoples and Cultures of the Eurasian Steppes. Editura Academiei Române; Editura Istros a Muzeului Brăilei. ISBN 9789732721520.